# Mercat de Rojas Clemente
El mercat de Rojas Clemente és un mercat situat al barri del Botànic de València, situat a prop d'edificis com les Torres de Quart o l'IVAM. Entre els serveis que disposa a banda de la venda d'aliments frescos són un restaurant, una cafereria i una bijuteria. Va ser construït el 1960. Actualment (2017), n'hi ha un projecte de redecoració dels murs exteriors per part d'artistes que seràn sotmesos a participació ciutadana per fer emblemàtic aquest edifici.

## Història
L'edifici va ser construït el 1963 i inaugurat el 5 de desembre de 1963 pel llavors alcalde de València, Adolfo Rincón de Arellano García. És un mercat de titularitat municipal situat al barri del Botànic i un dels edificis més populars d'aquest barri. Està situat a prop d'edificis com les Torres de Quart o l'IVAM.
Va ser construït en només cinc mesos pels arquitectes Gelabert i Ribas amb una iniciativa privada destinada a albergar als dos-cents venedors del barri que utilitzaven l'antic mercat de la plaça de Sant Sebastià, situat a l'aire lliure. Va actuar de promotor l'empresari Eusebi Santos Martínez. Va tenir un cost de trenta milions de pessetes. Està dotat de comerços i establiments dedicats a l'alimentació i l'hostaleria.
En 2017 es va realitzar un projecte de redecoració dels murs exteriors per part d'artistes que va ser sotmès a la participació ciutadana per realçar el popular edifici.
L'any 2018 està prevista una remodelació del mercat per dotar-lo de diverses millores, així com la pacificació i la conversió en zona de vianants de la plaça.